# Arawum jezik
Arawum jezik (ISO 639-3: awm), jedan od pet kabenau jezika, šire skupine rai coast, kojim još govori 60 ljudi (2000 S. Wurm) u provinciji Madang u Papui Novoj Gvineji.
Srodni su mu ostali kabenau jezici: siroi [ssd], pulabu [pup], kolom [klm] i lemio [lei].

## Vanjske poveznice
- Ethnologue (14th)
- Ethnologue (15th)